# Will of the People (singolo)
Will of the People è un singolo del gruppo musicale britannico Muse, pubblicato il 1º giugno 2022 come terzo estratto dall'album omonimo.

## Descrizione
Title track del disco, il frontman Matthew Bellamy nel presentare il brano ha dichiarato:

## Video musicale
Il video, diretto da Tom Teller e animato dallo studio Frame48, è ambientato in uno scenario futuristico dove è in corso una rivolta e contiene riferimenti a film di genere distopico e sci-fi.

## Tracce
Testi e musiche di Matthew Bellamy.
1. Will of the People – 3:19

Tracce bonus nell'edizione di Spotify
1. Compliance – 4:10
2. Won't Stand Down – 3:29

## Formazione
Hanno partecipato alle registrazioni, secondo le note di copertina di Will of the People:
Gruppo
- Matthew Bellamy – voce, chitarra, tastiera, cori
- Chris Wolstenholme – basso, cori
- Dominic Howard – batteria, cori

Altri musicisti
- Elle Bellamy – cori
- Bing Bellamy – cori
- Caris Wolstenholme – cori
- Ernie Wostenholme – cori
- Buster Wolstenholme – cori
- Teddi Wolstenholme – cori
- Tabitha Wolstenholme Tolhurst – cori
- Indiana Wolstenholme Tolhurst – cori

Produzione
- Muse – produzione, ingegneria del suono
- Aleks von Korff – produzione aggiuntiva, ingegneria del suono
- Șerban Ghenea – missaggio ai MixStar Studios
- Bryce Bordone – assistenza al missaggio ai MixStar Studios
- Chris Gehringer – mastering al Sterling Sound
- Joe Devenney – assistenza tecnica al Red Room
- Andy Maxwell – assistenza tecnica agli Abbey Road Studios
- Chris Whitemyer – assistenza tecnica
- Paul Warren – assistenza tecnica

## Classifiche
| Classifica (2022)          | Posizione massima |
| -------------------------- | ----------------- |
| Regno Unito (rock & metal) | 11                |